# Папіу-Іларіан
Папіу-Іларіан (рум. Papiu Ilarian) — село у повіті Муреш в Румунії. Адміністративний центр комуни Папіу-Іларіан.
Село розташоване на відстані 278 км на північний захід від Бухареста, 27 км на захід від Тиргу-Муреша, 52 км на південний схід від Клуж-Напоки, 147 км на північний захід від Брашова.

## Населення
За даними перепису населення 2002 року у селі проживали 718 осіб.
Національний склад населення села:
| Національність | Кількість осіб | Відсоток |
| -------------- | -------------- | -------- |
| румуни         | 372            | 51,8%    |
| угорці         | 336            | 46,8%    |
| цигани         | 10             | 1,4%     |

Рідною мовою назвали:
| Мова      | Кількість осіб | Відсоток |
| --------- | -------------- | -------- |
| румунська | 378            | 52,6%    |
| угорська  | 334            | 46,5%    |
| циганська | 6              | 0,8%     |